# Villa Mallebay
La villa Mallebay est une voie du 14e arrondissement de Paris, en France.

## Situation et accès
La villa Mallebay est une voie privée située dans le 14e arrondissement de Paris. Elle débute au 86, rue Didot et se termine en impasse.

## Origine du nom
Elle tire son nom du propriétaire du terrain.

## Historique
Cette voie privée est créée sous sa dénomination actuelle et ouverte à la circulation publique par arrêté du 23 juin 1959.

## Bâtiments remarquables et lieux de mémoire
- No 8 :Le sculpteur Jean Cardot y avait son atelier[1]. Il a été transformé en « Espace culturel Jean Cardot ».